# Mene Tekel (film 1913)
Mene Tekel è un cortometraggio muto del 1913 diretto da Joseph Delmont. Si hanno pochi dati sul film che venne prodotto a Berlino da Franz Vogel. Il titolo fa riferimento alle parole di una scritta apparsa su un muro alla corte di Nabucodonosor che venne interpretata dal profeta Daniele come l'imminente caduta di quel monarca corrotto.

## Produzione
Il film fu prodotto dalla Eiko Film GmbH, la casa di produzione fondata dal berlinese Franz Vogel.

## Distribuzione
Il film - un cortometraggio di due bobine che ottenne il visto di censura nel novembre 1912 - uscì nelle sale cinematografiche tedesche il 14 febbraio 1913.